# Maya Graf

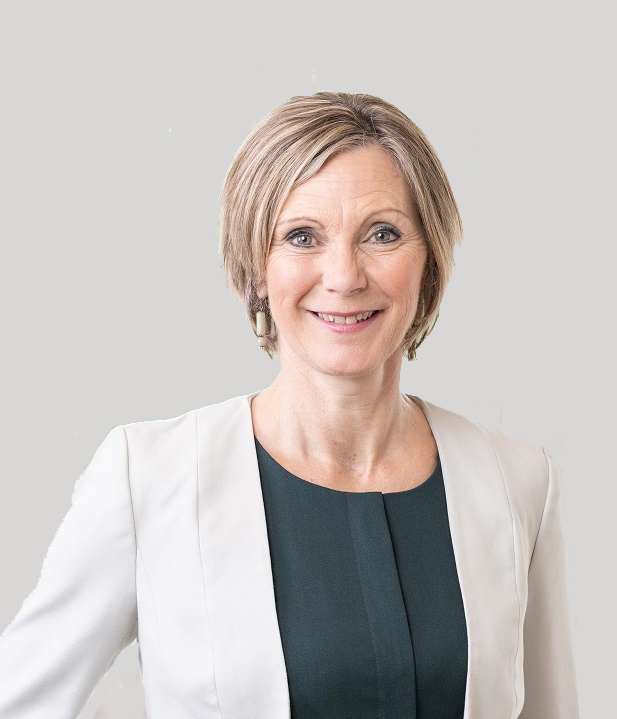
Maya Graf (2020)

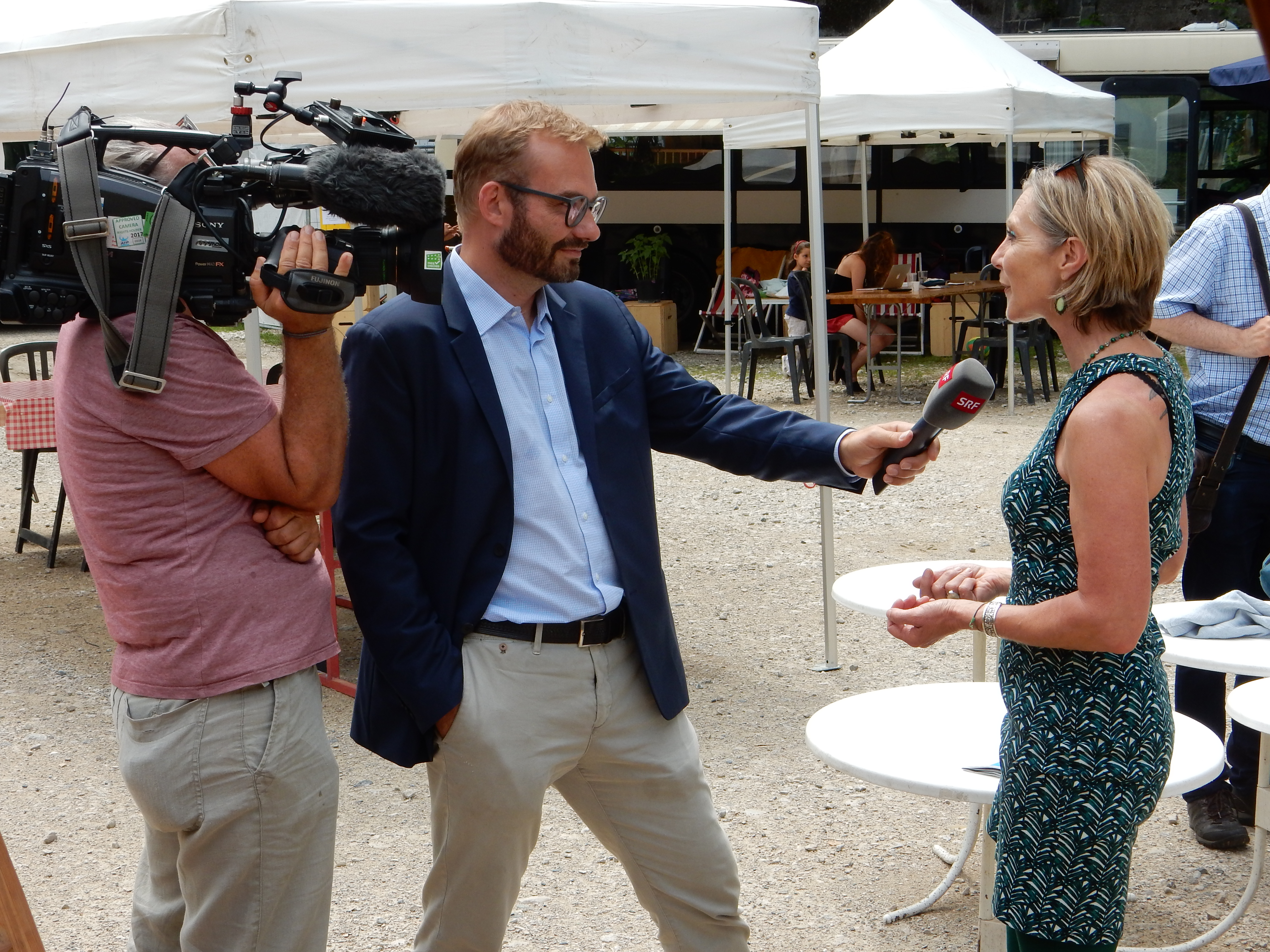
Maya Graf im Interview mit SRF (2018)

Maya Graf (* 28. Februar 1962 in Sissach; heimatberechtigt ebenda) ist eine Schweizer Politikerin (Grüne Partei). Seit 2019 ist sie Mitglied des Ständerates für den Kanton Baselland. Im Amtsjahr 2012/13 war sie Präsidentin des Nationalrates.

## Biografie
Maya Graf ist die Tochter des ehemaligen Baselbieter Landrats Fritz Graf (SVP) und hat zwei jüngere Brüder. Nach der obligatorischen Schulzeit in Sissach absolvierte sie von 1978 bis 1981 die Handelsmittelschule und von 1987 bis 1991 die Höhere Fachschule im Sozialbereich beider Basel, die sie als diplomierte Sozialarbeiterin verliess. Von 1991 bis 1993 war sie stellvertretende Leiterin des Durchgangszentrums für Asylsuchende in Pratteln. Von 1994 bis 2001 arbeitete Graf als Sozialarbeiterin einer Behindertenberatungsstelle in Liestal. Seit 2000 ist sie zusammen mit ihrem Bruder Mitbewirtschafterin des familieneigenen Bio-Bauernbetriebes in Sissach.
Graf ist verheiratet und hat zwei Kinder (* 1993 und 1996).

## Politik
Graf gehörte von Juli 1988 bis Juni 1995 der Gemeindekommission Sissach an. Von Juli 1995 bis Mai 2001 war sie Mitglied des Landrates, von 1999 bis 2001 als Präsidentin der Grünen-Fraktion. Am 5. Juni 2001 rückte sie für die zurückgetretene Ruth Gonseth in den Nationalrat nach und wurde 2003, 2007, 2011, 2015 und 2019 bestätigt. Vom 1. Mai 2009 bis zum 28. November 2010 war Graf Präsidentin der Grünen-Fraktion der Bundesversammlung. Sie gehört seit 2001 der Wissenschafts-, Bildungs- und Kulturkommission des Nationalrats (WBK-NR) an, von 2007 bis 2009 war sie zusätzlich Mitglied der Kommission für soziale Sicherheit und Gesundheit (SGK-NR). Im November 2010 wurde Graf zur zweiten, ein Jahr später zur ersten Vizepräsidentin des Nationalrates gewählt. Zu Beginn der Wintersession 2012 wurde sie am 26. November 2012 mit 173 von 183 gültigen Stimmen für das Amtsjahr 2012/13 als erstes Mitglied der Grünen Partei zur Präsidentin des Nationalrats gewählt.
Graf setzt sich unter anderem für eine gentechnikfreie Landwirtschaft ein. Einer ihrer grössten Erfolge war das Ja zur Volksinitiative «Für Lebensmittel aus gentechnikfreier Landwirtschaft» 2005. Bekannt wurde Graf auch durch ihre Rolle im Dokumentarfilm Mais im Bundeshuus (2003). Sie war mehrere Jahre Spielerin im FC Nationalrat.
Im November 2019 wurde Graf im zweiten Wahlgang als Nachfolgerin des zurückgetretenen Claude Janiak als erste weibliche Vertreterin des Kantons Baselland in den Ständerat gewählt. In den Ständeratswahlen 2023 wurde sie bestätigt.
Graf ist Mitglied des Vorstandes der Grünen Baselland. Sie ist Präsidentin der Geschäftsprüfungskommission (GPK) und Mitglied der Geschäftsprüfungsdelegation (GPDel). Sie ist ausserdem Mitglied der Kommission für Soziale Sicherheit und Gesundheit (SGK-SR) sowie der Kommission für Wissenschaft, Bildung und Kultur (WBK-SR).
Neben ihrer parlamentarischen Tätigkeit ist Graf Co-Präsidentin von Inclusion Handicap, dem Dachverband der Behindertenorganisationen Schweiz, Stiftungsrätin der Greina-Stiftung, von Pro Spezie Rara und von Biovision. Sie ist zudem seit 2014 Co-Präsidentin (mit Kathrin Bertschy) von Alliance F – Bund Schweizer Frauenorganisationen.